# Campeonato Mundial de Rugby M19 División A de 1984
El Campeonato Mundial de Rugby M19 de 1984 se disputó en Polonia y fue la décima sexta edición del torneo en categoría M19.

## Equipos participantes
- Selección juvenil de rugby de Alemania Occidental
- Selección juvenil de rugby de España
- Selección juvenil de rugby de Francia
- Selección juvenil de rugby de Italia

## Posiciones finales
| Pos | Equipo              |
| --- | ------------------- |
|     | Italia              |
|     | Francia             |
|     | España              |
| 4   | Alemania Occidental |

### Campeón
| Bandera de Italia |
| Campeón Italia    |
| Primer título     |